# Афанасьев, Василий Иванович (инженер)
Василий Иванович Афанасьев (1843, Петербург — 1913) — русский инженер-механик флота, генерал-майор, учёный в области кораблестроения и судовых двигателей; автор ряда трудов о проблемах техники и перспективах развития артиллерии, теории её проектирования.

## Биография
В 1861 году закончил Инженерное и артиллерийское училище морского ведомства. С этого же года зачислен в Балтийский флот, нёс службу на кораблях: канонерской лодке «Вьюга», пароходо-фрегате «Рюрик», корвете «Гридень» (1863).
В 1868 году окончил механический отдел Академического курса морских наук. Принял участие в проектировании и изготовлении судовых механизмов на заводах Кронштадта и Петербурга.
В 1870—1880 годах преподавал в Техническом училище морского ведомства. С 1881 года состоял при Кронштадтском пароходном заводе на должности главного механика. Созданная им конструкция инжекторов и шумо-укротителей (глушителей) отмечена медалью Московской Всероссийской промышленно-художественной выставки 1882 года. В 1883 году назначен главным механиком Кронштадтского пароходного завода, а затем и его начальником.
С 1891 года на должности старшего помощника главного инспектора механической части. В 1894 году утверждён в должности — инспектора по механической части Морского технического комитета (МТК), которую занимал до конца службы. В 1896 году назначен почётным членом МТК.
В 1905 году присвоен чин генерал-майора Корпуса инженер-механиков флота. В 1906 году уволен в отставку.
Похоронен на Смоленском православном кладбище (могила не сохранилась).

## Вклад в науку
Труды Афанастева сыграли крупную роль в строительстве военных кораблей. Василий Афанасьев впервые предложил формулу определения мощности судовых машин. Принимал активное участие в работах адмирала С. О. Макарова по проектированию и строительству первого в мире ледокола «Ермак»; им были выполнены расчёты по определению скорости ледокола, мощности машин и выбору гребных винтов.

## Сочинения
- 1886 — Сопротивление орудий, скрепленных кольцами
- 1893 — Пароходы-крейсеры // Морской сборник 1893. № 4. С. 47 — 71.
- 1895 — Практические законы движения судов
- 1899 — Материалы к изучению движения судна
- 1903 — Практические формулы для судовых механизмов
- 1906 — Практические взгляды на электрические и магнитные явления
- 1908 — Судовые паротурбинные установки